# Karakoro
Karakoro je reka, ki se izliva v reko Senegal in predstavlja enega pomembnejših dotokov te reke. 
Istočasno je reka tudi mejna reka med Mavretanijo in Malijem.